# Троянов, Вячеслав Платонович
Вячеслав Платонович Троянов (1875—1918) — российский военный деятель, генерал-майор, участник Первой мировой войны, одно время командовал Чешской дружиной и из неё сформировал Чехословацкие полки и бригаду.

## Биография
Родился 18 октября 1875 года в Харьковской губернии в дворянской семье. Окончил реальное училище в Изюме.
С 1894 года служил в 124-м пехотном Воронежском полку. С 1896 года — юнкер Чугуевского военного училища. Окончил обучение 29 марта 1899 года и был направлен в 34-й пехотный Севский полк. Участник русско-японской войны (в чине поручика). К началу Первой мировой войны — капитан Севского полка. За умелое руководство войсками и личную храбрость В. П. Троянов в марте 1915 был произведён в чин подполковник.
20 апреля 1915 года В. П. Троянов назначается командиром воинской части созданого на территории России, в Киеве, из добровольцев, бывших военнослужащих австро-венгерской армии чешской и словацкой национальности, Чешской дружины (Чехословацкие легионы), в звании полковника. В. П. Троянов сумел укрепить боеспособность чехословацких воинов, завоевать их любовь и уважение. Под его руководством чешские и словацкие добровольцы (легионеры) сумели выстоять в тяжёлых боях с численно превосходящим врагом и одержать над ним победы. В конце 1915 года находившаяся под руководством Троянова Чешская дружина была преобразована в формирование вида полк — Первый чехословацкий стрелковый полк имени Святого Вацлава (позднее, в 1917 году, по наущению полковника Константина Мамонтова, во время визита Т. Г. Масарика полк был переименован в Первый чехословацкий стрелковый полк имени Яна Гуса). Весной 1916 формируется Второй чехословацкий полк и создаётся Чехословацкая стрелковая бригада. 
В июньском наступлении Русской армии в Галиции, где Чехословацкая бригада впервые участвовала как самостоятельная оперативная единица, против превосходящих австро-венгерских войск, она прорвала фронт в районе Зборова, взяла около 6 000 пленных и 15 орудий, потеряв при этом до 150 человек убитыми и до 1 000 ранеными из 5 000 человек личного состава бывших в строю бригады. Ввод в бой 1 — 2 июля 1917 года Чехословацкой бригады, под командованием В. П. Троянова, потряс австро-венгерское командование, и войска 9-го австро-венгерского корпуса были этой же ночью выведены в резерв и сменены 51-м германским корпусом. За умелое руководство в боях Троянову был присвоен чин генерал-майора и он становится командующим 1-й Финляндской стрелковой дивизией.
Вместе со своей дивизией генерал был отправлен на Румынский фронт, где и находился во время Февральской и Октябрьской революций.
Весной 1918 года погиб во время схватки с революционными солдатами.

## Награды (год)
- орден Святой Анны 4 степени (1904)
- орден Святого Станислава 3 степени с мечами и бантом (1904)
- орден Святой Анны 3 степени с мечами и бантом (1905)
- орден Святого Владимира 4 степени с мечами и бантом (1905)
- орден Святого Владимира 3 степени (ВП 30.01.1917)
- орден Святого Георгия 4 степени (ВП 26.03.1915).